# Pictilabrus
 Pictilabrus és un gènere de peixos de la família dels làbrids i de l'ordre dels perciformes.

## Taxonomia
- Pictilabrus brauni (Hutchins i Morrison, 1996)[1]
- Pictilabrus laticlavius (Richardson, 1840)[2]
- Pictilabrus viridis (Russell, 1988)[2][3][4]